# Nuttalia
Nuttalia é um género botânico pertencente à família Rosaceae.

## Espécies
- Nuttallia brandegeei (S. Watson) Greene
- Nuttallia chrysantha (Engelm.) Greene
- Nuttallia involucrata (S. Watson) Davidson & Moxley
- Nuttallia lutea (Greene) Greene
- Nuttallia nuda (Pursh) Greene
- Nuttallia reverchonii (Urb. & Gilg) W.A. Weber
- Nuttallia rhizomata (Reveal) W.A. Weber & R.C. Wittmann
- Nuttallia speciosa (Osterh.) Greene
- Nuttallia wrightii (A. Gray) Greene